# Lușnîkî, Șostka
Lușnîkî (în ucraineană Лушники) este un sat în comuna Ceapliivka din raionul Șostka, regiunea Sumî, Ucraina.

## Demografie
Componența lingvistică a localității Lușnîkî
     Ucraineană (99,05%)
     Alte limbi (0,95%)
Conform recensământului din 2001, majoritatea populației localității Lușnîkî era vorbitoare de ucraineană (99,05%), existând în minoritate și vorbitori de alte limbi.